# 哈尔赫比环形山
哈尔赫比环形山（Harkhebi）是月球背面北半部一座古老的大撞击坑，约形成于45.5-39.2亿年前的前酒海纪，其名称取自古埃及托勒密王朝统治时期的天文学家哈尔克比（Harkhebi，约公元前300年），1979年被国际天文学联合会正式批准接受，该撞击坑类型被归属为盆地 I。

## 描述

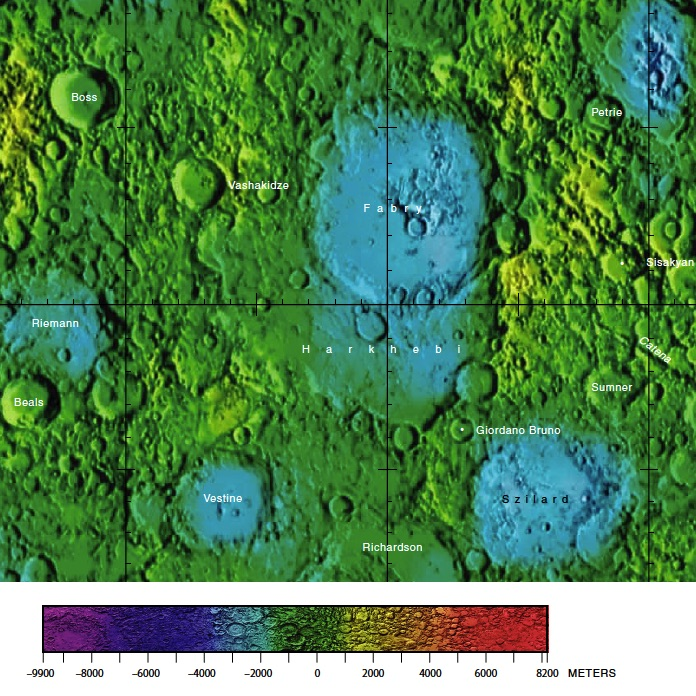
哈尔赫比环形山的周边.月球背面区域详图。

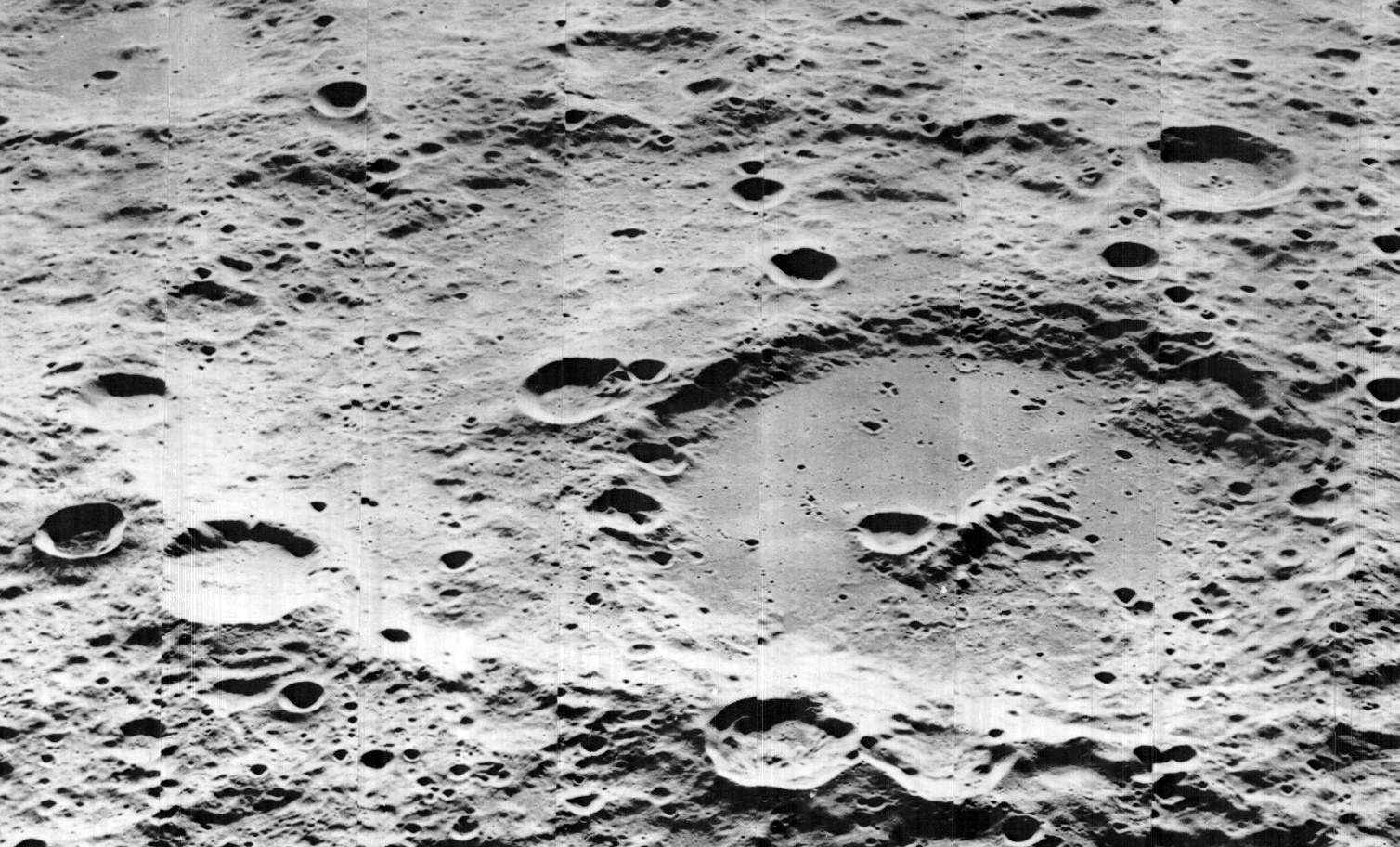
月球轨道器5号拍摄的西向斜视图

哈尔赫比环形山隶属于环壁平原类大撞击坑，它东北偏北的一半地区与右侧大型的法布里环形山相重叠，西侧毗邻黎曼环形山、西北与小陨坑瓦沙基泽相接壤、西萨基扬陨石坑位于它的东北偏东、东侧坐落了萨姆纳环形山、哈尔赫比环形山的东南和西南分别有布鲁诺陨石坑和维斯廷环形山、而南面则横亘着直径162.6公里的里查孙环形山。该陨坑中心月面坐标为40°52′N 98°44′E / 40.87°N 98.74°E，直径337.14公里，深度约3.23公里。
哈尔赫比环形山外观形状极不规则，坑壁已被严重侵蚀和磨损，现只剩一小部分尚留有完整的原始形状。陨坑东南侧部分边缘被卫星坑哈尔赫比 J和哈尔赫比 K覆盖，其余边缘则由一系列崎岖的弧形山岭、裂谷和小月坑所组成，部分地区几乎与周边地形形成一体。坑内大部分地区参差不平，分布有数座小型、碗状的撞击坑，其中：卫星坑哈尔赫比 H的位置靠近法布里环形山的南侧边缘。
哈尔赫比环形山的东南是年轻的焦尔达诺·布鲁诺陨石坑，一座位于射纹系统中心，具有较高反照率特征的撞击坑。它的射纹物质穿过哈尔赫比环形山内数处地表，其中一道从东南到西北横贯整个坑底。

## 卫星陨石坑
按照惯例，最靠近哈尔赫比环形山的卫星坑在月图上以字母标注在该坑中心点的旁边。

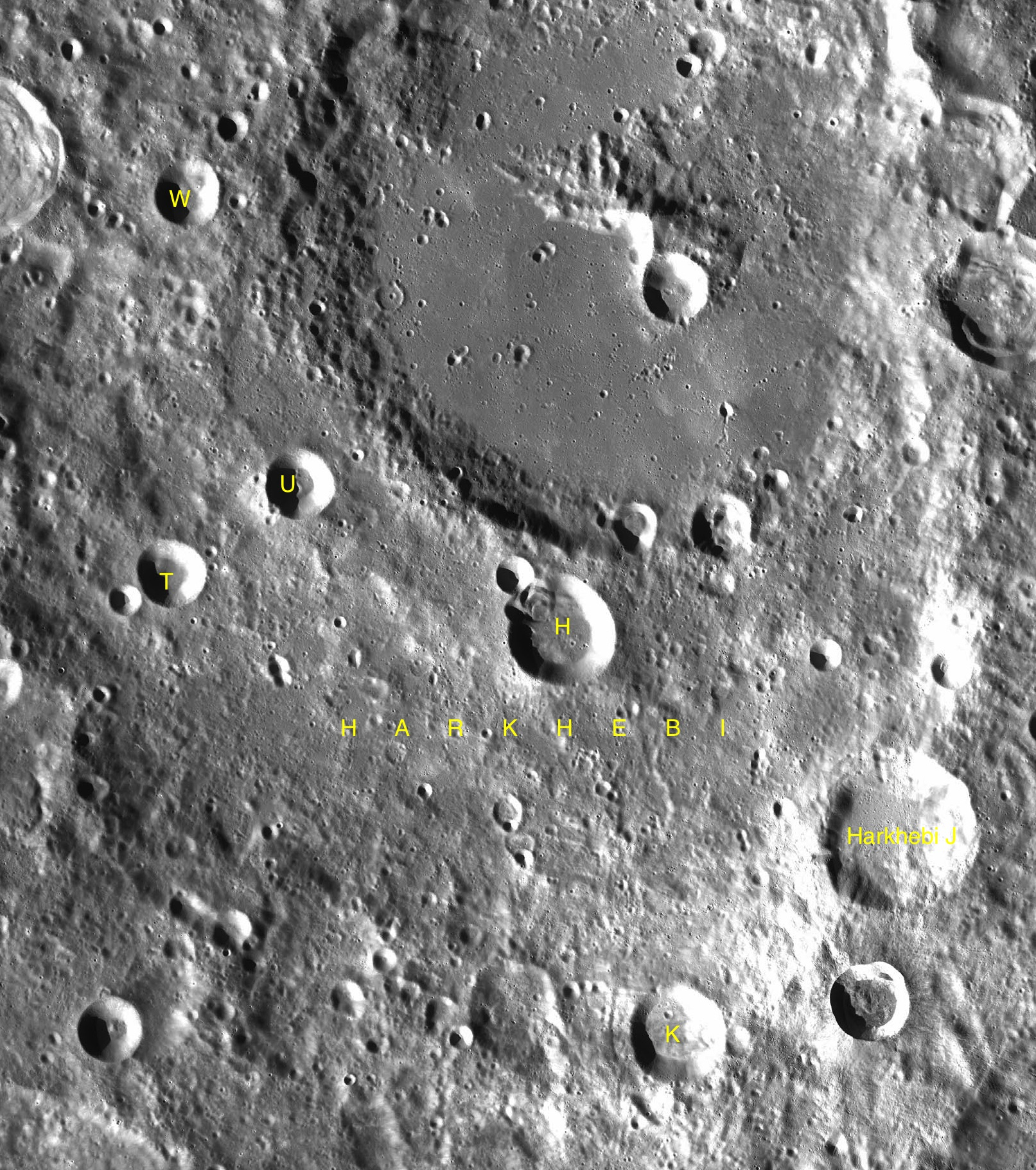
LAC-29 区域图

| 哈尔赫比 | 纬度    | 经度     | 直径    |
| -------- | ------- | -------- | ------- |
| H        | 39.3° N | 99.8° E  | 30 公里 |
| J        | 37.4° N | 103.4° E | 40 公里 |
| K        | 35.7° N | 100.8° E | 27 公里 |
| T        | 40.1° N | 95.7° E  | 16 公里 |
| U        | 40.8° N | 97.0° E  | 18 公里 |
| W        | 43.5° N | 95.7° E  | 17 公里 |

- 卫星坑哈尔赫比 H约形成于早雨海世[1]；
- 卫星坑哈尔赫比 J约形成于酒海纪[1]。